# The Silent Partner (película de 1923)
The Silent Partner es una película dramática muda estadounidense de 1923 producida por Famous Players – Lasky y lanzada a través de Paramount Pictures. Se basó en una serie de artículos del Saturday Evening Post de Maximilian Foster y fue dirigida por Charles Maigne . Leatrice Joy y Owen Moore protagonizan la película. La película es una nueva versión de la película del mismo nombre de 1917.

## Trama
Como se describe en una reseña de una revista de cine, Lisa Coburn es una esposa joven que ha visto la locura de vivir de todo lo que gana su marido cuando está en Wall Street. Ella decide, sin que su marido George lo sepa, prepararse contra cualquier desastre venidero. El empleado del marido está enamorado de la joven esposa y planea arruinar al marido y obtenerla. Sus planes tienen éxito, pero no logra conquistar a la esposa. En cambio, acude al marido, que la ha abandonado enojado y apresurado, y lo recupera convenciéndolo de la verdad de su historia.

## Reparto
- Leatrice Joy como Lisa Coburn

- Owen Moore como George Coburn
- Robert Edeson como Ralph Coombes
- Robert Schable como Harvey Dredge
- Patterson Dial como Cora Dredge
- MI. H. Calvert como Jim Harker
- Maude Wayne como Gertie Page
- Bess Flowers como la señora Nesbit
- Laura Anson como la señora Harker
- Bert Woodruff como Owens
- R. Henry Grey como Charles Nesbit

## Preservación
Sin copias de The Silent Partner ubicadas en ningún archivo cinematográfico, es una película perdida.